# 它山堰
它山堰（汉语拼音：Tuōshān Yàn）是中国浙江省宁波市的一座古代堤堰，位于海曙区鄞江镇它山堰村，兴建于唐文宗大和七年（833年），是浙江省灌溉面积最大的古代水利工程。它山堰位于奉化江最大的支流鄞江，使用条石叠砌而成，解决了鄞西大片土地的灌溉和明州（宁波）州城的生活用水问题，经历代修缮，至今仍发挥作用。1988年，它山堰被列入第三批全国重点文物保护单位，2015年10月被国际灌排委员会认定为世界灌溉工程遗产。

## 修建

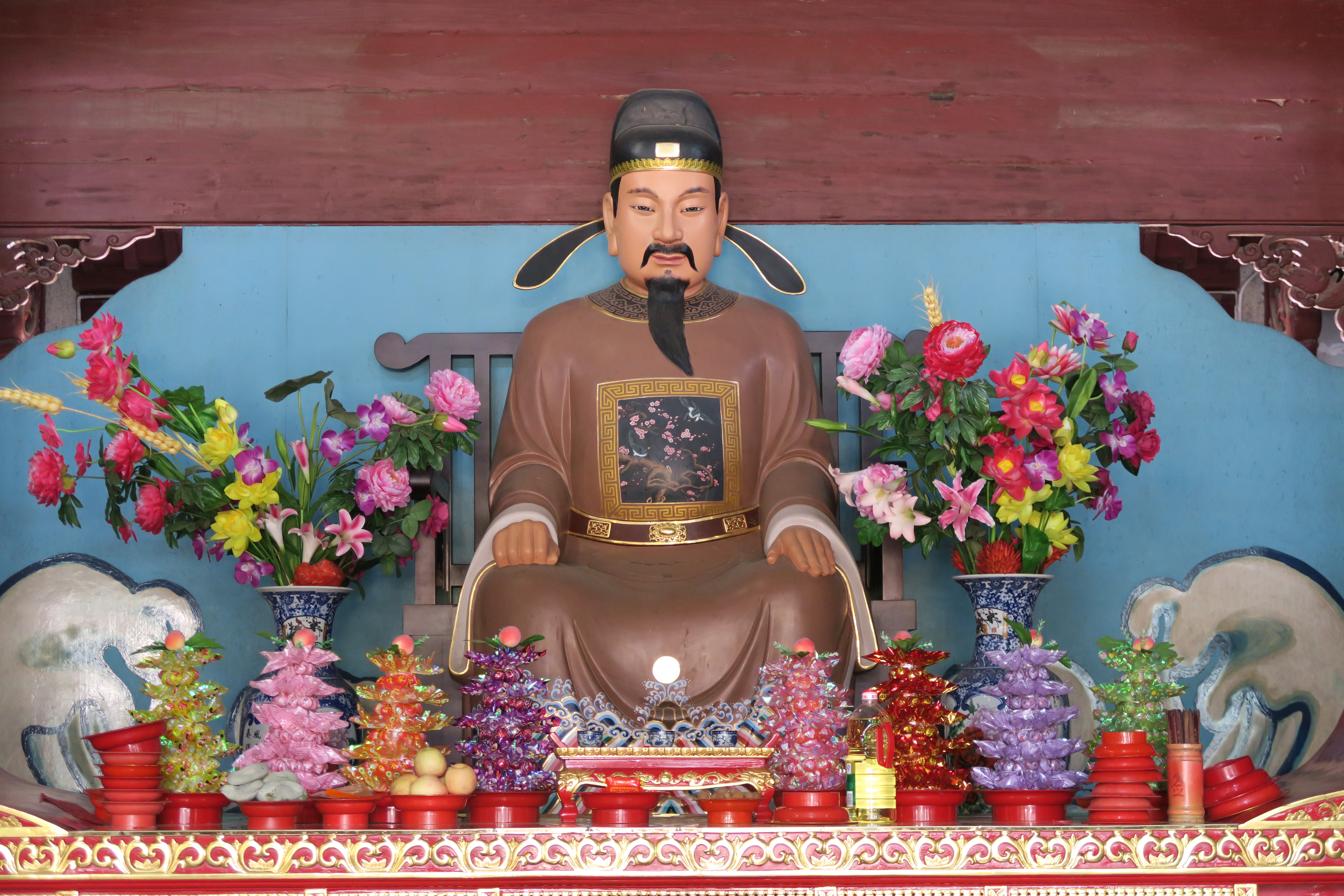
它山遗德庙中供奉的王元暐像

根据南宋淳祐年间魏岘所著《四明它山水利备览》，它山堰于唐大和七年由鄮县县令王元暐主持兴建。王元暐祖籍山东琅琊，历任翰林院书记、翰林院编修、朝仪郎，后因争议贬为金华府同知、鄮县县令。就任县令时，刺史于季友已修建一座仲夏堰，但由于选址原因，仲夏堰蓄水不足，且难以解决咸潮倒灌的问题。为此，王元暐在仲夏堰上游选择了“两山夹流，铃锁两岸”的它山作为修建新堰的地点，因而堰以山为名。它山堰建成后，王元暐并未因此得到重用，反而屡受参劾，于鄮县令任上辞官归隐。
有记载称，它山堰修建时，先疏浚原有的北山古港，再将溪流截断，排水后筑堰，更具体的修建过程则不可考:325。20世纪70年代，村民在它山堰南岸背山面的马鞍岗发现一条通往石宕的道路，且它山堰石材与该石宕的石材相同，因而推断它山堰的石料来自于此。

## 结构特点

### 堰体

它山堰堰体结构剖面图

它山堰位于樟溪进入平原地区的山口，南有绛山，北有它山。堰体所在河床较为平坦，基岩上方沉积为2至3米厚的砂卵石，在此之上为青灰色或灰褐色的黏土层。堰体长113.7米，顶级面宽3.2米，第二级面宽4.8米，平面略成弧形，向上游鼓出，使得汛期水流向河床中心集中，减小对两岸的冲刷。
堰体分为两平台，其中堰顶高程3.05米，可能为为宋代进行加固时修筑的部分，而第二级高程2.4米，据估计应为唐代修筑。南宋魏岘《四明它山水利备览》曾载，它山堰“堰身中空，擎以巨木，形如屋宇”。残留的材料中曾经发现朽木和碎石，据此推测，宋代加固施工时，曾在河床中打入木桩以作为地基，周围加筑黏土碎石层，后碎石被水冲淘，因而留下的木桩留下空隙，古人因而想象堰体形如屋宇。在1991年维修过程中，曾对堰体进行钻探，发现石板下存在铁锈，这与《宝庆四明志》中记载它山堰“冶铁而灌之”相符。
1995年4月，电力部华东勘测设计研究院使用地震仪对它山堰进行了探测。探测结果表明，它山堰堰体最大厚度为4米，中间厚两边薄，一般厚度为2.3至2.8米，大部修筑在河床沉积上，而南端直接修筑在较高的基岩上，厚度为1.8至2.0米。这种中间厚两边薄的设计增强了堰体中部的刚度，以应对河床中央较大的沉陷量。堰底倾向上游约5度，对堰体的抗滑性有显著的增强作用。堰体上游设有4至6层碶石，下设人工填筑的黏土碎石层，与河流沉积物有明显差异。黏土的引入可以增强堰体的防水性能，而碎石则可以增强土的抗剪强度。

### 配套工程

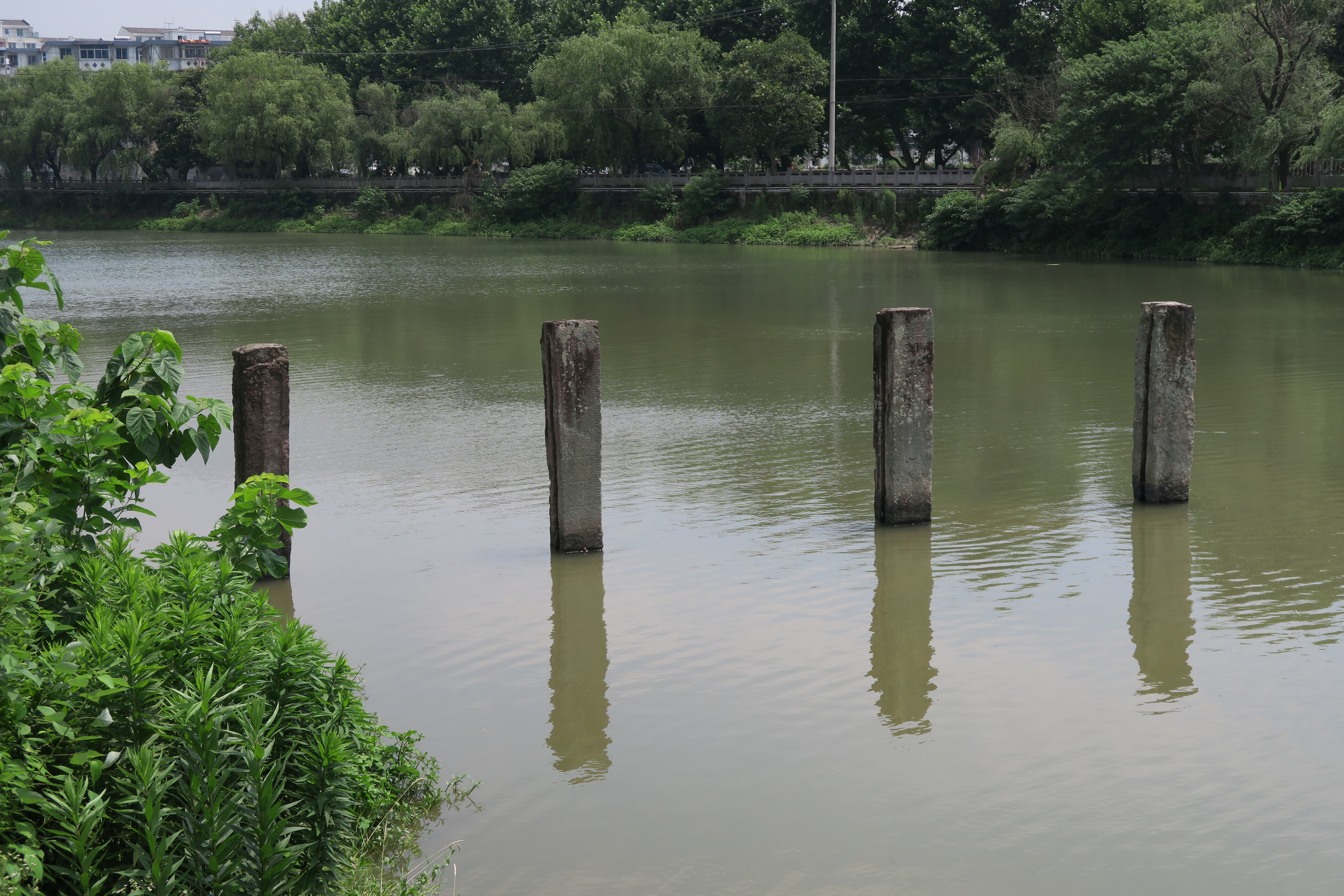
它山堰上游的回沙闸遗址

它山堰堰体为渠首，将樟溪河道分为南侧的鄞江和北侧的塘河，南侧入奉化江，北侧用于农田灌溉和城市供水。它山堰建成后，为了提高泄洪效率，王元暐又在下游建设乌金、积渎、行春三座矸闸，用于调节内外河水位。此后自宋至清，以分洪、阻沙、引水等目的，增建风棚碶、回沙闸、洪水湾塘、官塘等设施，至清末形成九碶、五堰、十三塘的完整水利体系，不少工程存留至今，经过整治仍在使用:326-327。

## 效用

它山堰在宁波河网中的位置

### 阻咸蓄淡
它山堰建成前，鄞江各支流均与奉化江相通。奉化江为感潮河流，咸潮会通过奉化江进入鄞江，最远可到达鄞江镇上游3公里的平水潭，而鄞江上游的淡水直接入海，无法得到有效利用。它山堰建成后，鄞江被一分为二，淡水蓄入塘河，灌溉七乡农田24万亩，而鄞江的咸潮则被阻断。当上游发生洪水时，它山堰可进行溢流，同时与下游洪水湾等水利工程相结合，达到分洪的目的。根据计算，按当代20年一遇的洪水标准，它山堰结合洪水湾可分洪70%左右，印证了南宋时即有的“涝则七分水入于江，三分入溪；旱则七分入溪，三分入江”的说法。在广德湖废湖后，它山堰即成为鄞西平原最重要的供水工程。20世纪70年代以后，在樟溪上先后建成皎口水库和周公宅水库两座大型水库，它山堰的重要性大大降低，但仍在承担灌溉和排涝功能:327-330。

### 确立州城
它山堰所处的鄞西平原由姚江、奉化江和西部的四明山脉合围而成。在公元前3000年前海退时，平原逐步由浅海变为陆地，很长一段时间内，土地盐碱，卤潮出没，雨季洪水泛滥，而旱季则缺乏淡水。樟溪在鄞江镇进入平原地区，鄞江镇（时称光溪）也成为当时的政治中心。但是，唐代初年，明州因为人口激增，光溪土地卑狭，州城迫切需要新的选址。唐长庆元年（821年），州城迁址三江口，但对于如何解决城中居民的生活用水问题仍无良策。它山堰建成后，分鄞江入南塘河，进入州城甬水门，形成日湖和月湖，解决了城市用水的问题，也成为宁波日后城市发展的基础。

## 纪念

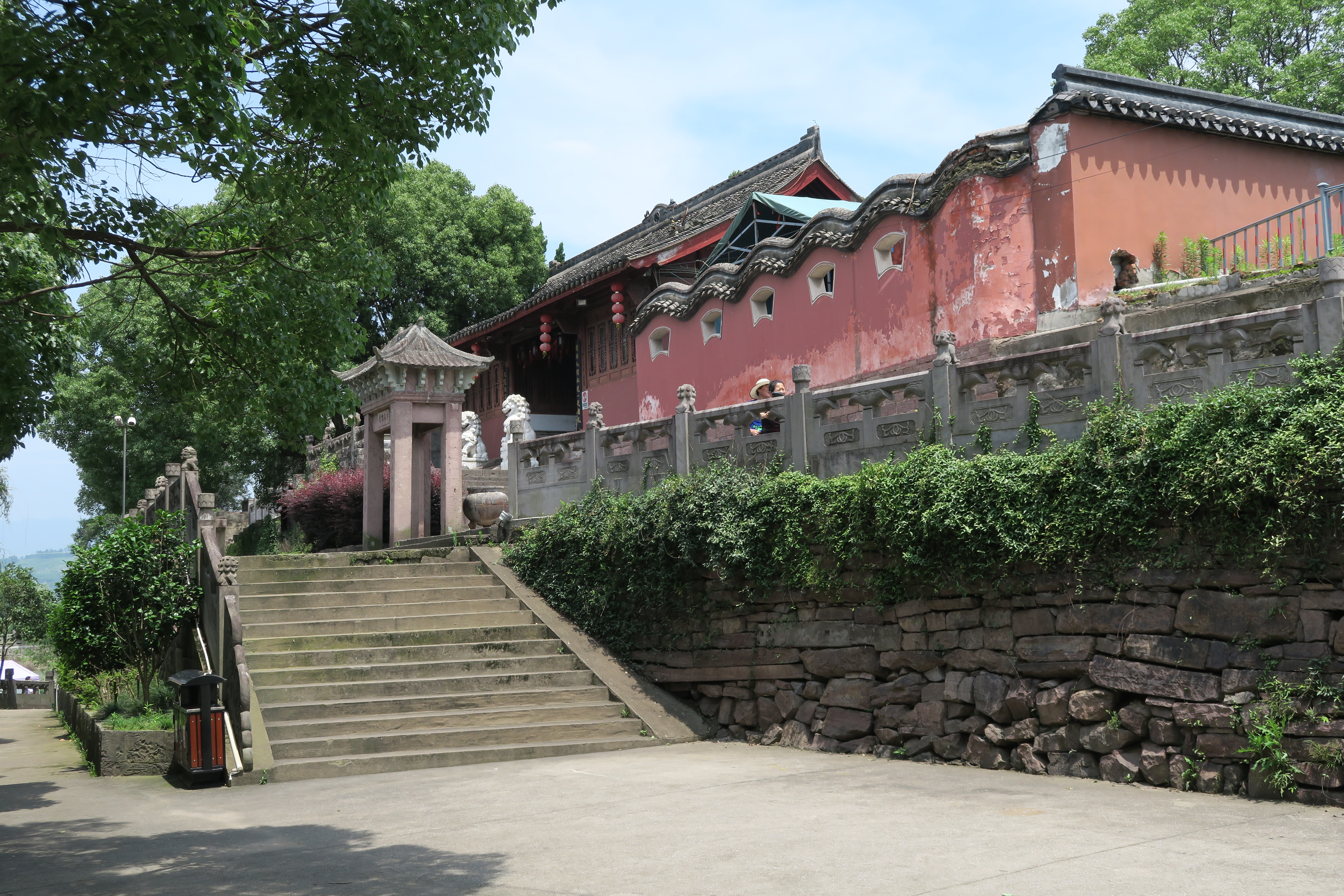
它山遗德庙

它山堰建成后，民众感念王元暐的功德。据《四明它山水利备览》，唐代时，王元暐已有生祠，后被追封为善政侯，生祠于北宋咸平四年扩建为庙。南宋乾道四年，朝廷继续追封王元暐为善政侯，并赐遗德庙庙额。现存它山遗德庙位于堰旁它山之巅，建于1948年，设有平台、明堂、大殿和后殿，今辟为水利陈列馆。庙东有一歇山顶碑亭名为“片石留香”亭，有嘉庆十一年立“加封孚惠遗德庙善政灵德侯王公碑记”一通。
它山堰是鄞江民间传说的组成部分。相传，它山堰开工之日，即农历十月初十为王元暐生辰，而落成之日，即农历三月初三为其夫人生辰。它山堰奠基时，有10位工匠为保护河中的木桩而献身，为后世纪念。每年农历三月初三、六月初六及十月初十，鄞江镇都会举办庙会以纪念它山堰的建成。其中，十月初十为传说中的奠基日，三月初三为竣工日，六月初六则为“淘沙会”，后又称“稻花会”:820。

## 维修和保护

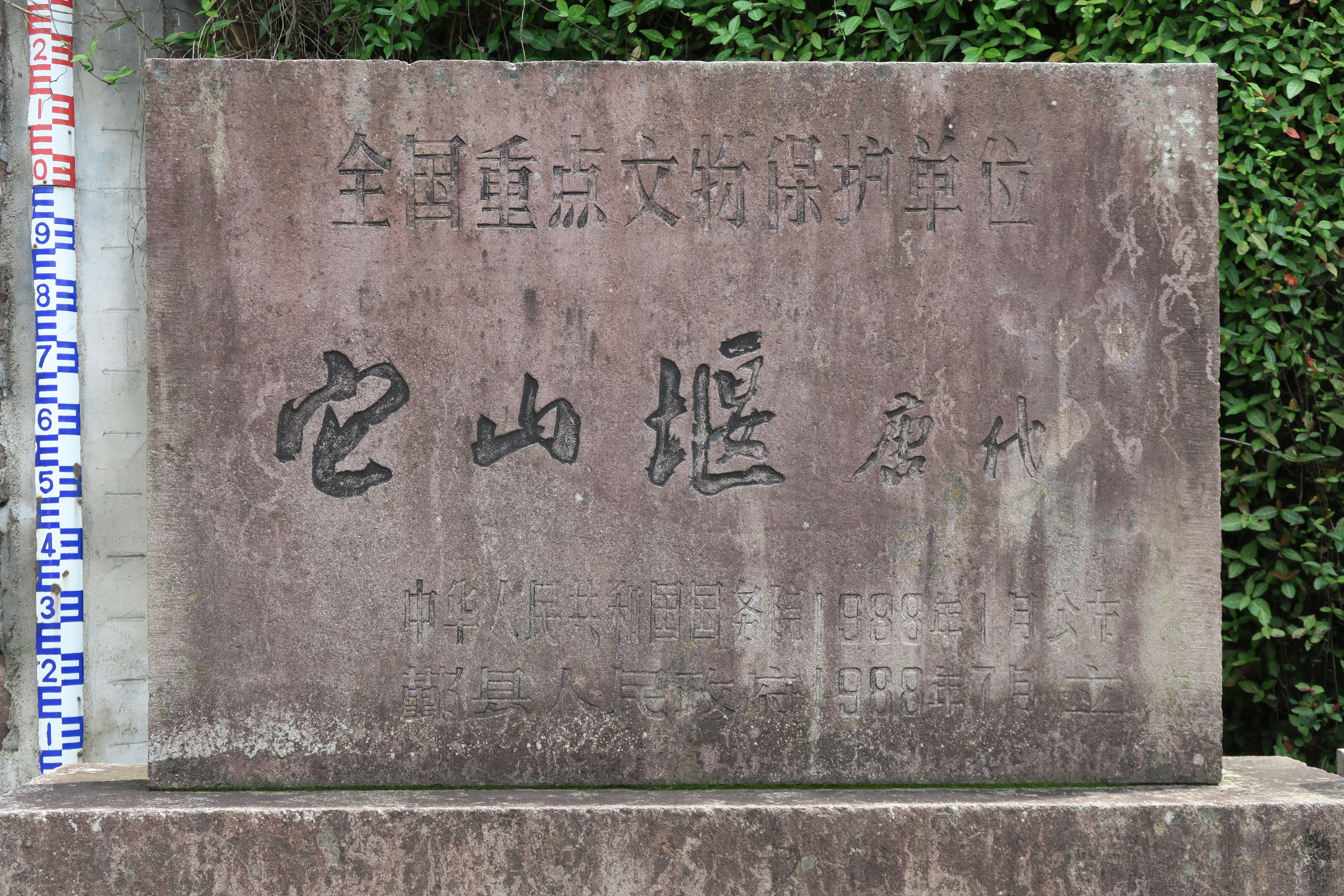
它山堰全国重点文物保护单位碑

它山堰建成后，历代均有修浚。宋代，它山堰曾由多任地方官员进行加固加高，同时通过设立专用的土地收取租税，用于河道的疏浚，明清时也曾多次重修:325-326。20世纪80年代初，由于年久失修，它山堰泥沙淤积，部分堰体条石和町步石被冲毁，同时堰体漏水，而它山庙也已十分破败。1986年，当时的鄞县人民政府对河道进行了疏浚。1993年5月，由国家文物局拨款，开始进行它山堰整治保护和它山庙维修工程。1994年4月完成它山庙维修，1995年11月完成堰体修复，期间通过数字地震仪进行勘探，纠正了自宋代以来对它山堰结构不正确的描述。
1982年6月，它山堰成为鄞县文物保护单位，此后，保护范围和控制地带得以确定，同时，违章搭建和开山炸石、挖沙等威胁堰体安全的行为得到禁止。1988年12月，它山堰列入第三批全国重点文物保护单位。2015年10月，在国际灌排委员会第66届国际执行理事会全体会议上，它山堰被定为世界灌溉工程遗产。

## 图片

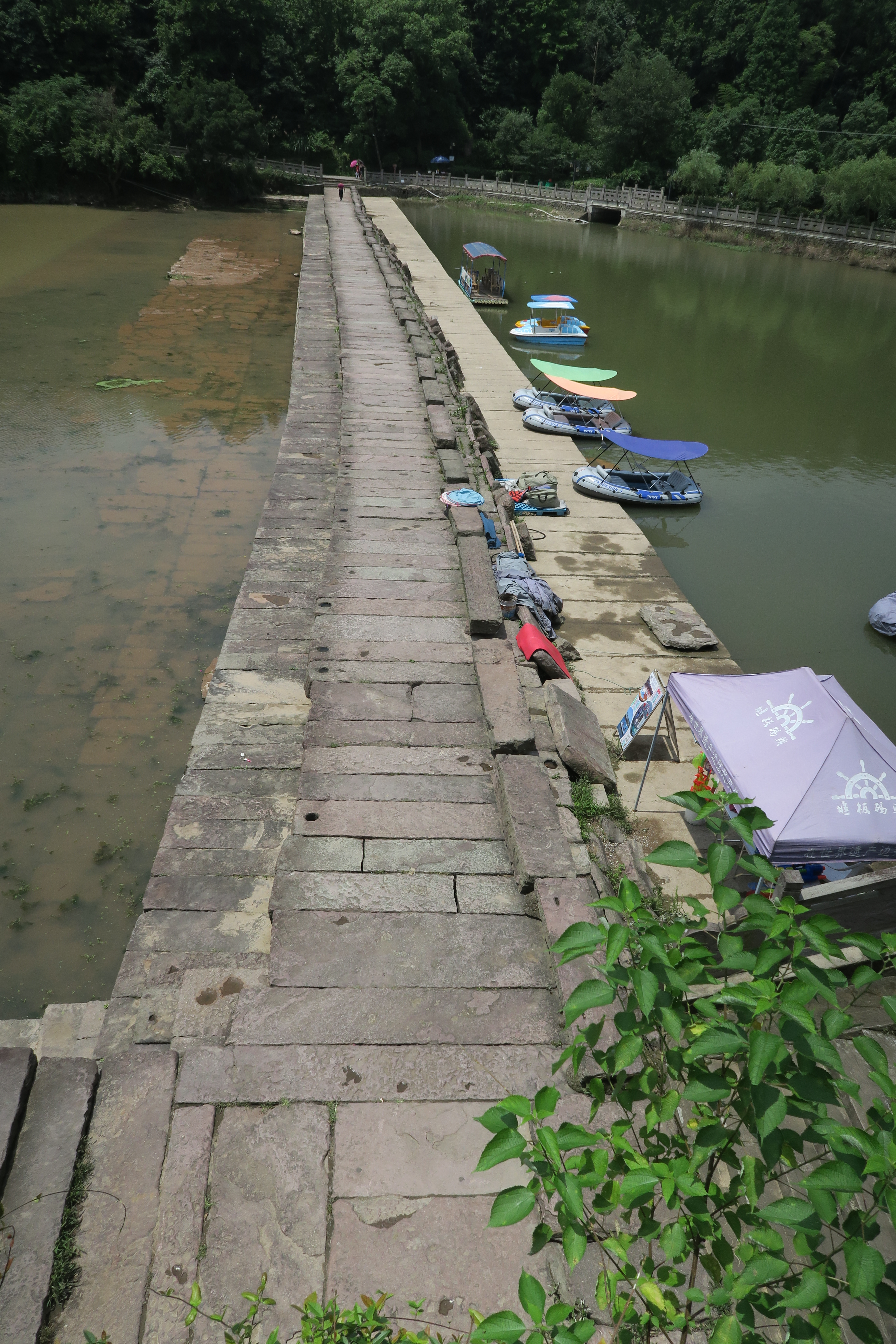
堤堰略向上游突出
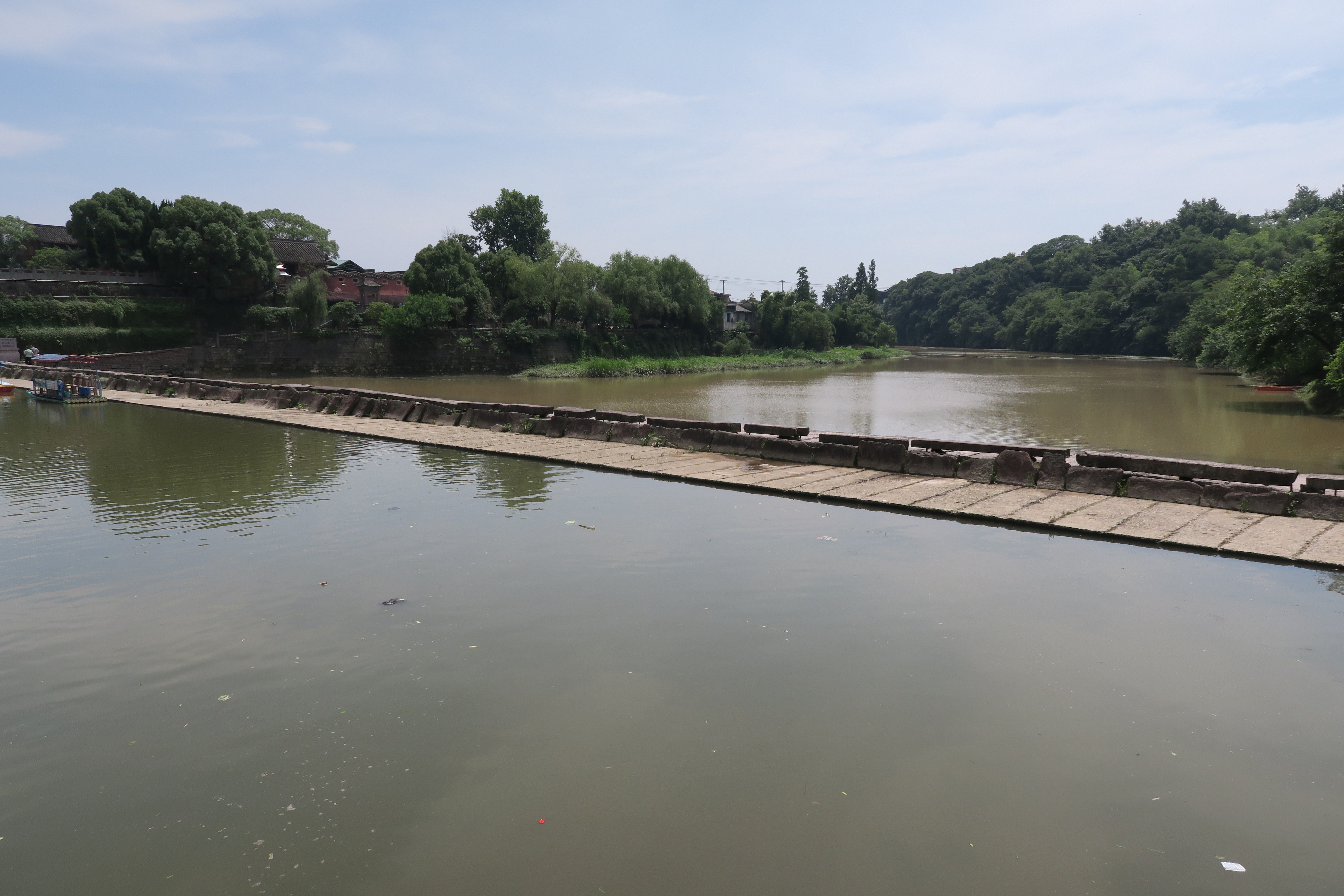
上游一侧
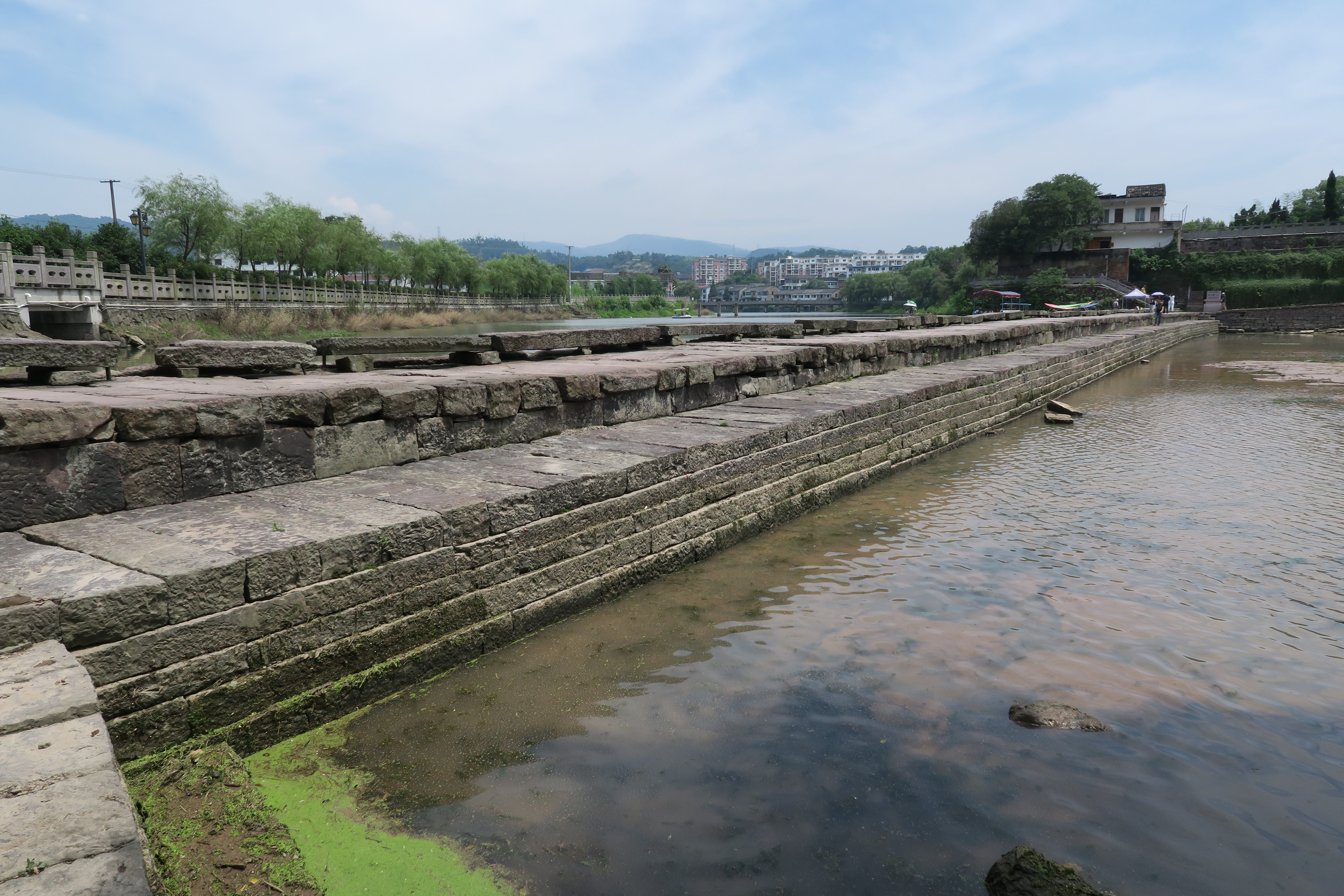
下游一侧
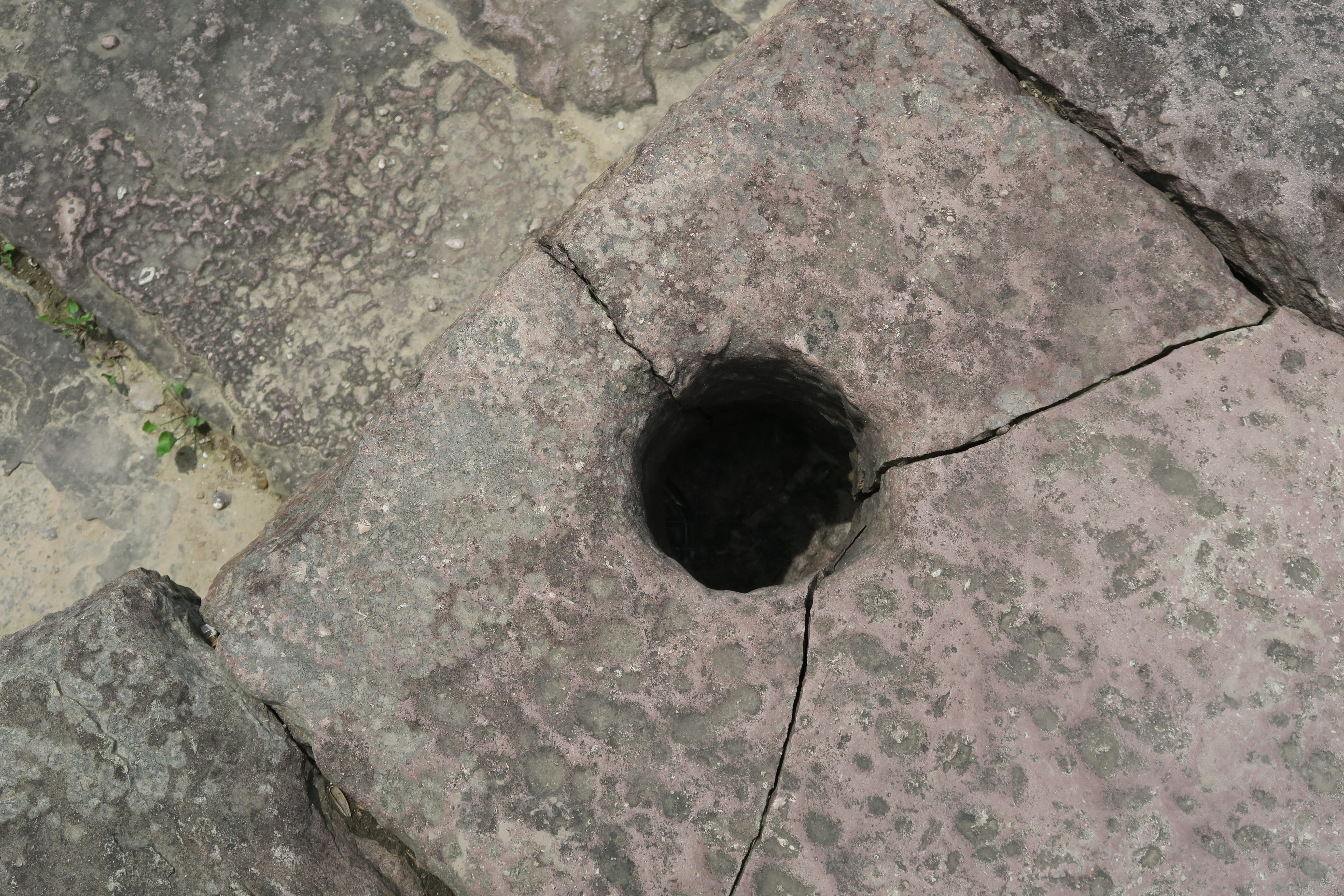
用于灌入铁水的孔洞
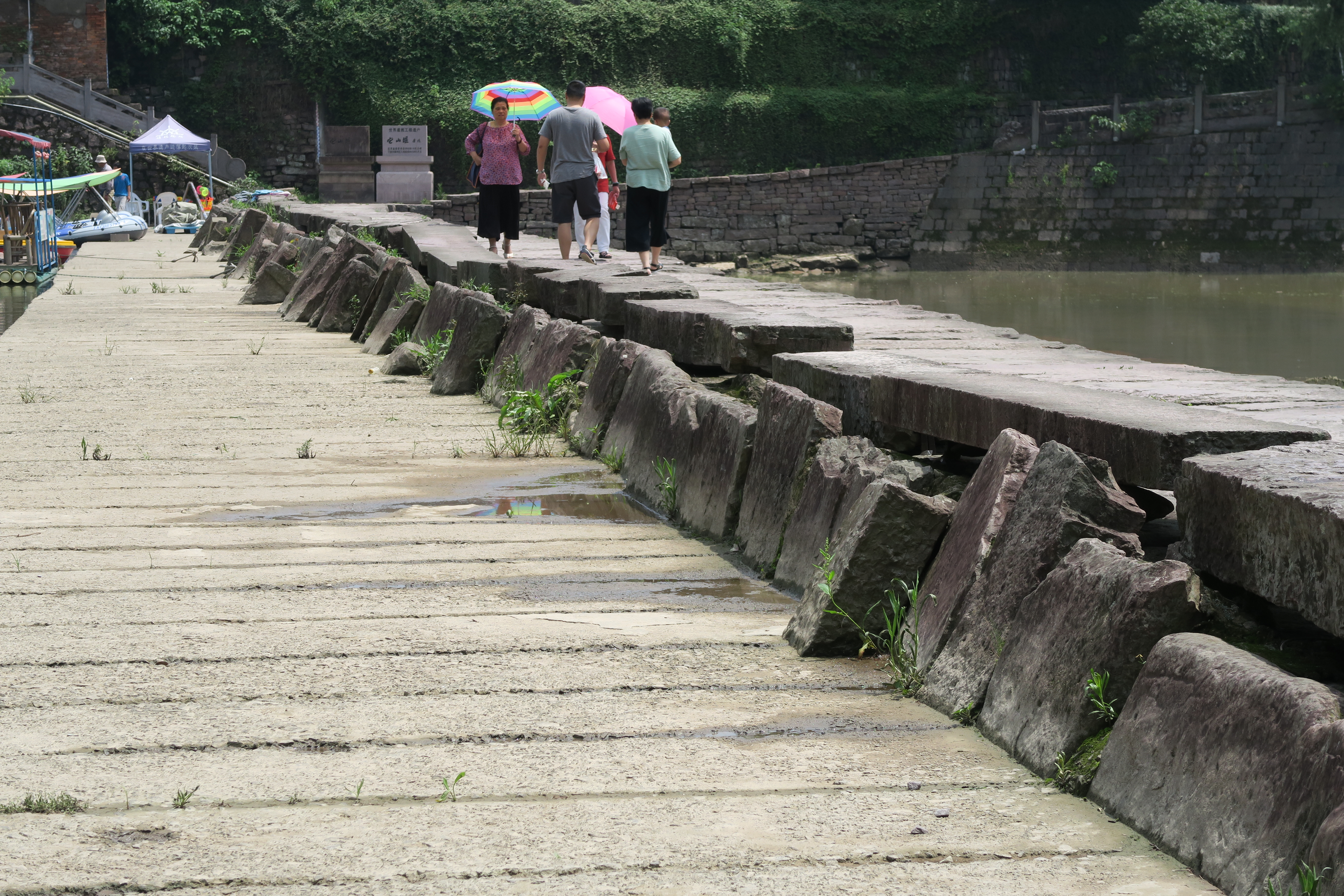
上游碶石
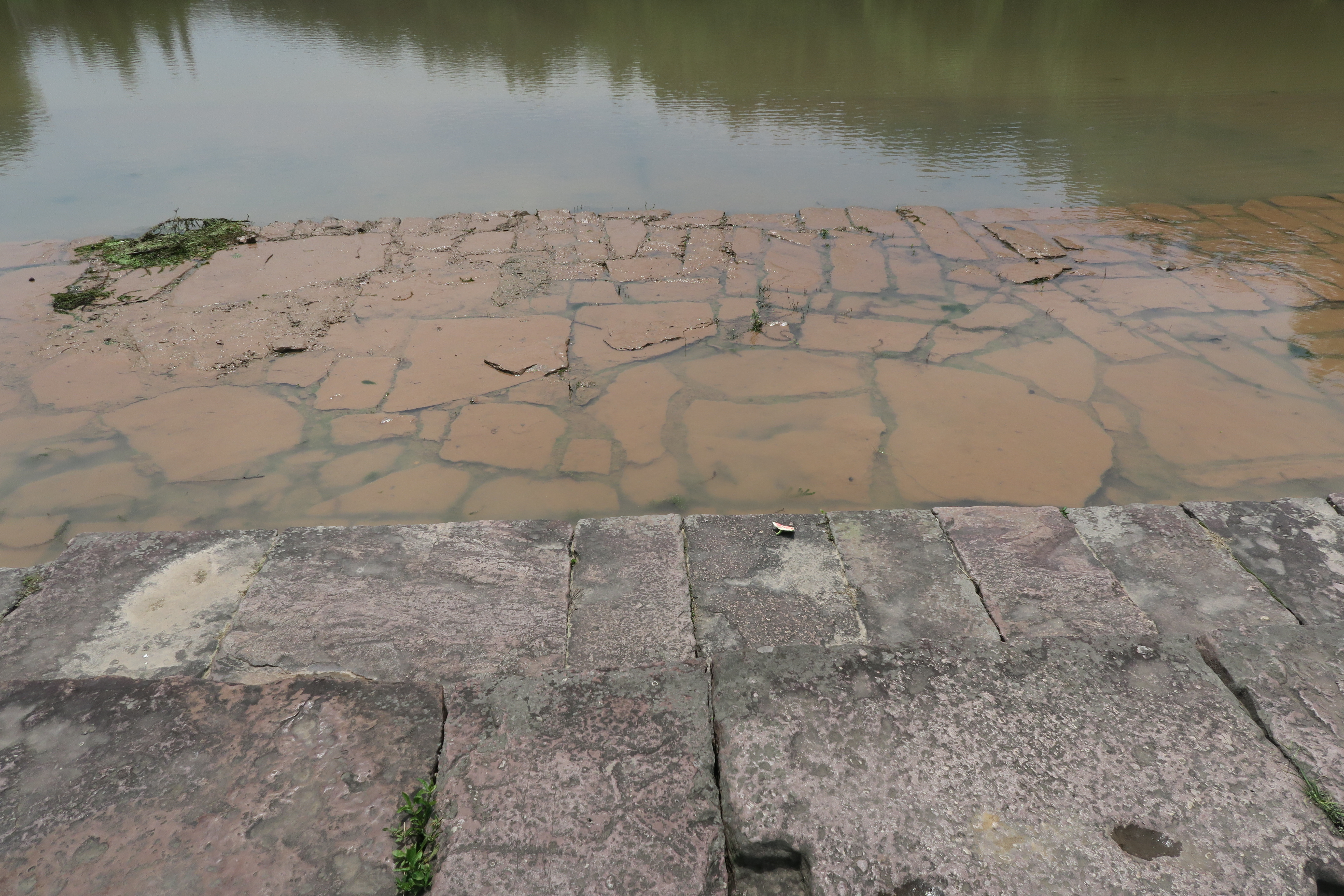
下游两级堰体和露出的护坦
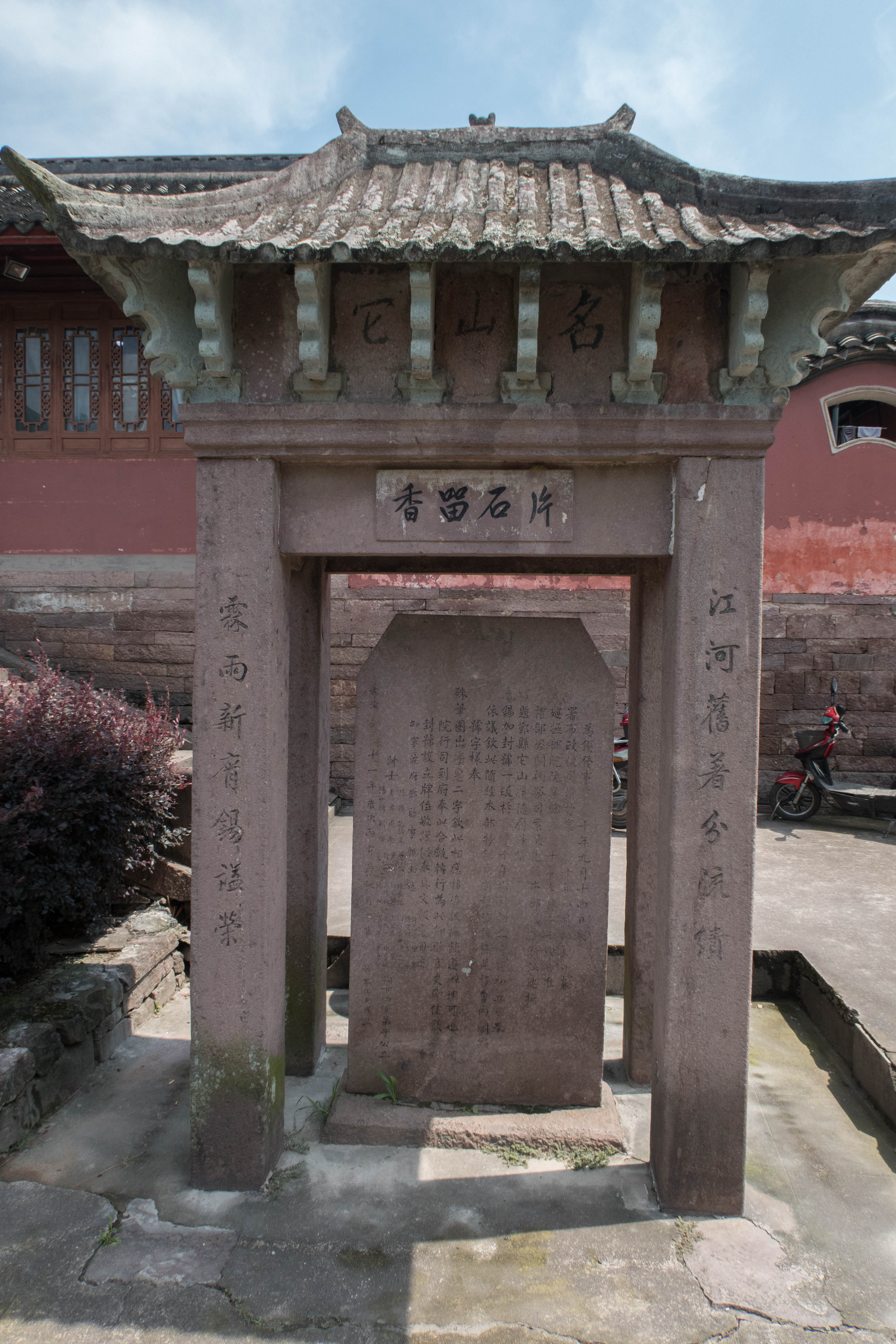
“片石留香”亭
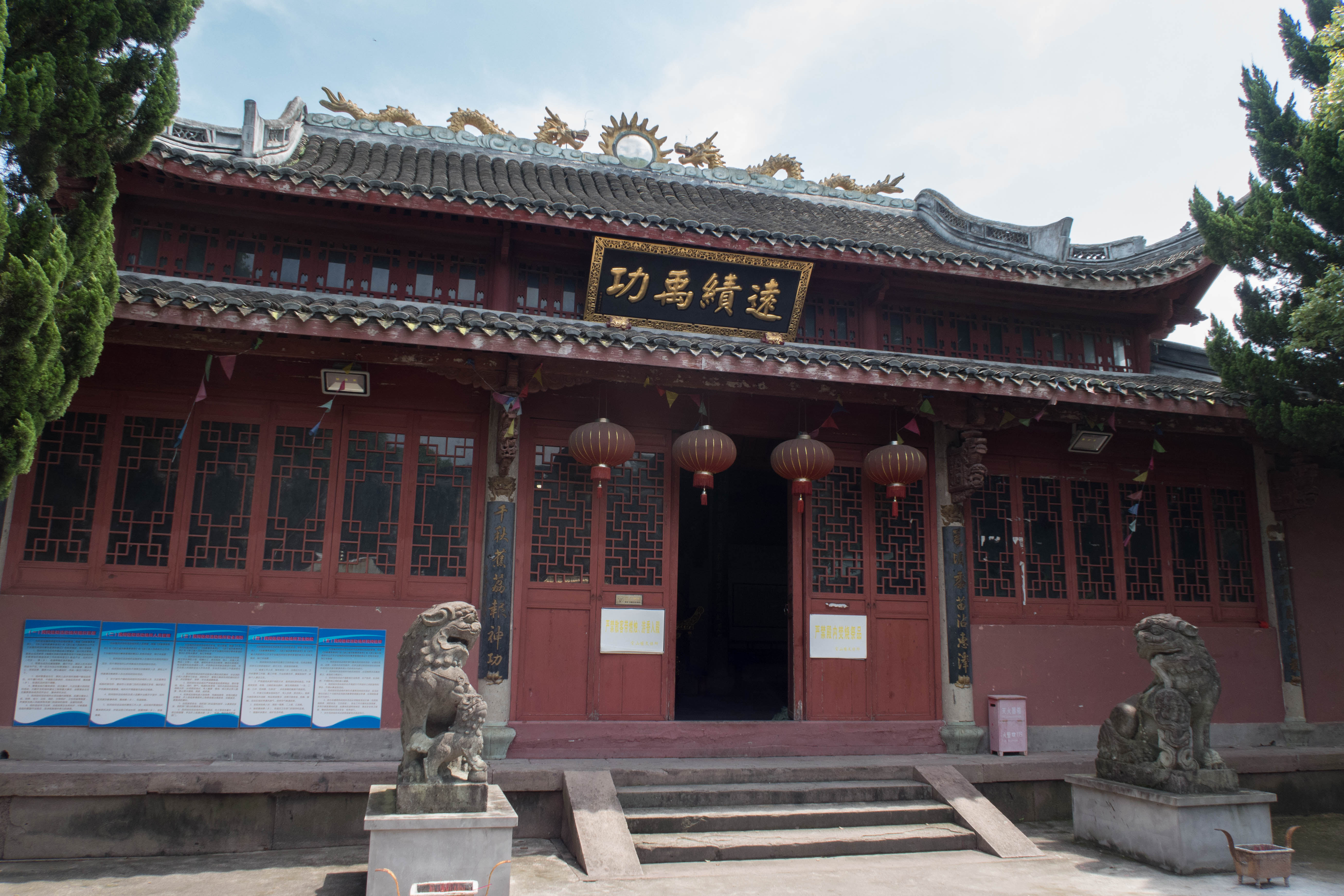
它山遗德庙大殿
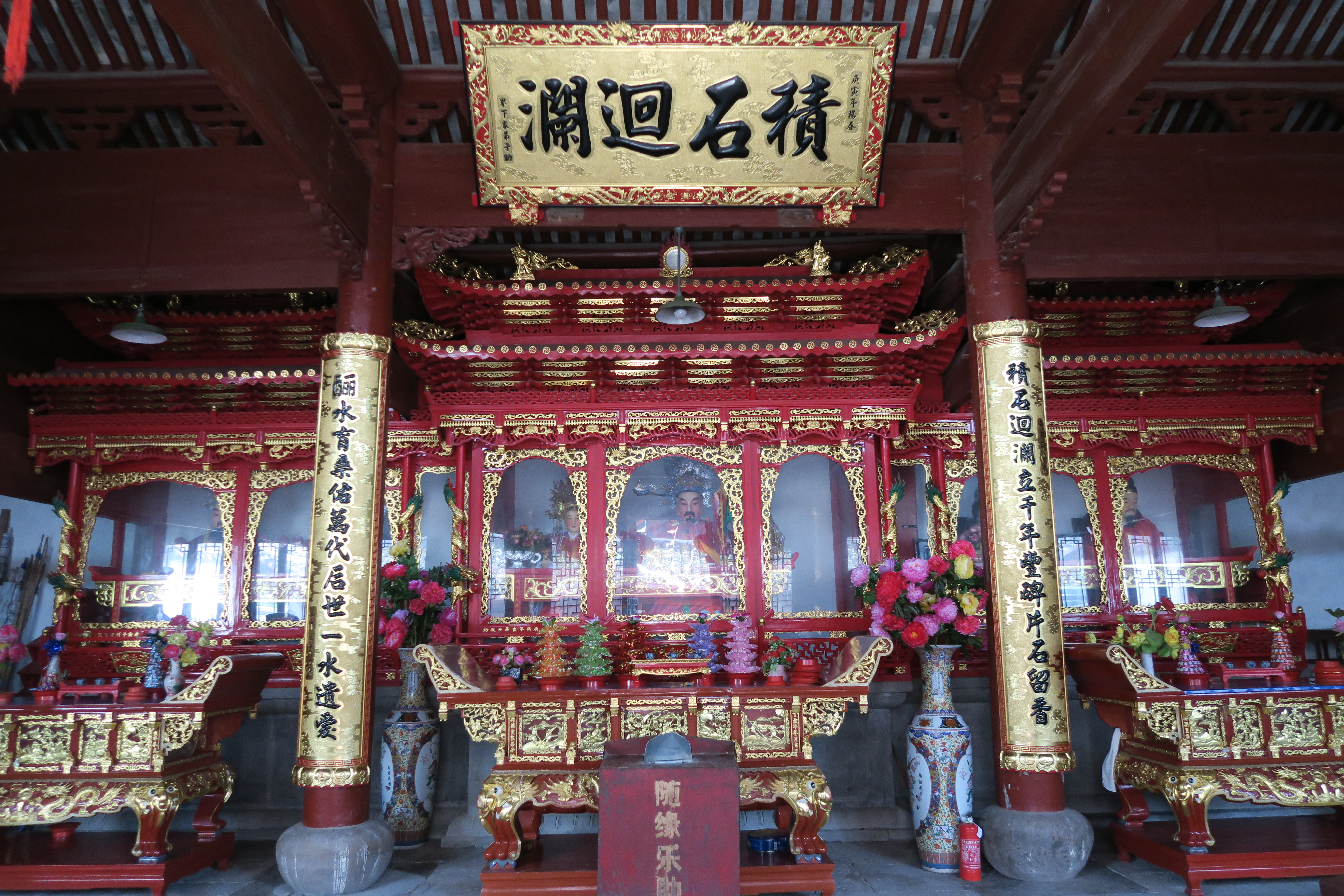
它山遗德庙后殿供奉
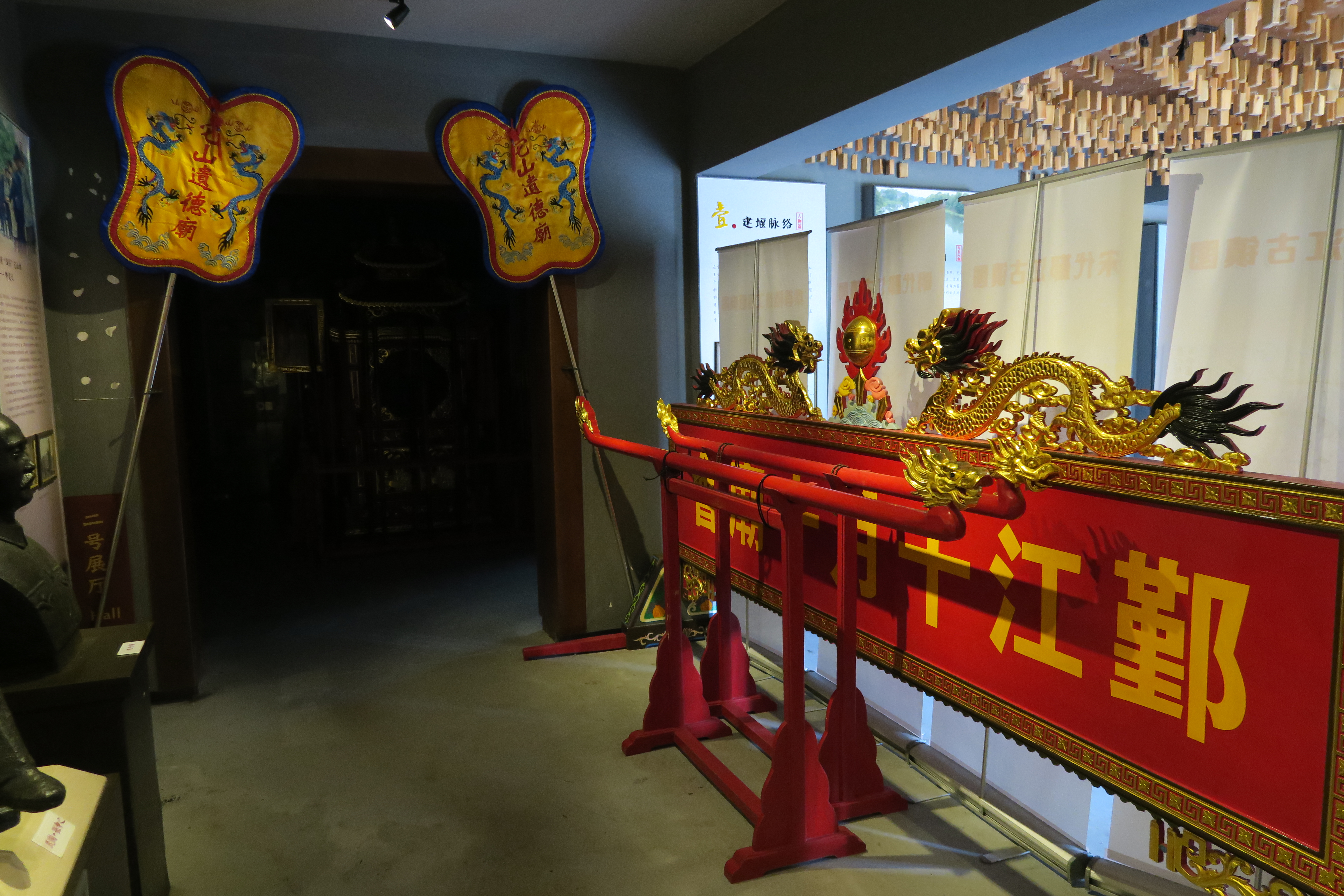
鄞江庙会用品